# Tecmessa (geslacht)
Tecmessa is een geslacht van vlinders van de familie tandvlinders (Notodontidae).

## Soorten
- T. annulipes Berg, 1878
- T. elegans Schaus, 1901